# پل قدیمی سعیدآباد- معروف به پل شیخ
پل قدیمی سعیدآباد- معروف به پل شیخ مربوط به سده‌های متاخر دوران‌های تاریخی پس از اسلام - دوره صفوی است و در شهرستان بستان‌آباد، بخش مرکزی، دهستان شبلی، روستای شبلی خرابه و سعید آباد، پل شیخ واقع شده و این اثر در تاریخ ۶ اسفند ۱۳۸۵ با شمارهٔ ثبت ۱۷۵۰۲ به‌عنوان یکی از آثار ملی ایران به ثبت رسیده است.